# Stadtpfarrkirche Mariä Himmelfahrt (Bad Königshofen im Grabfeld)

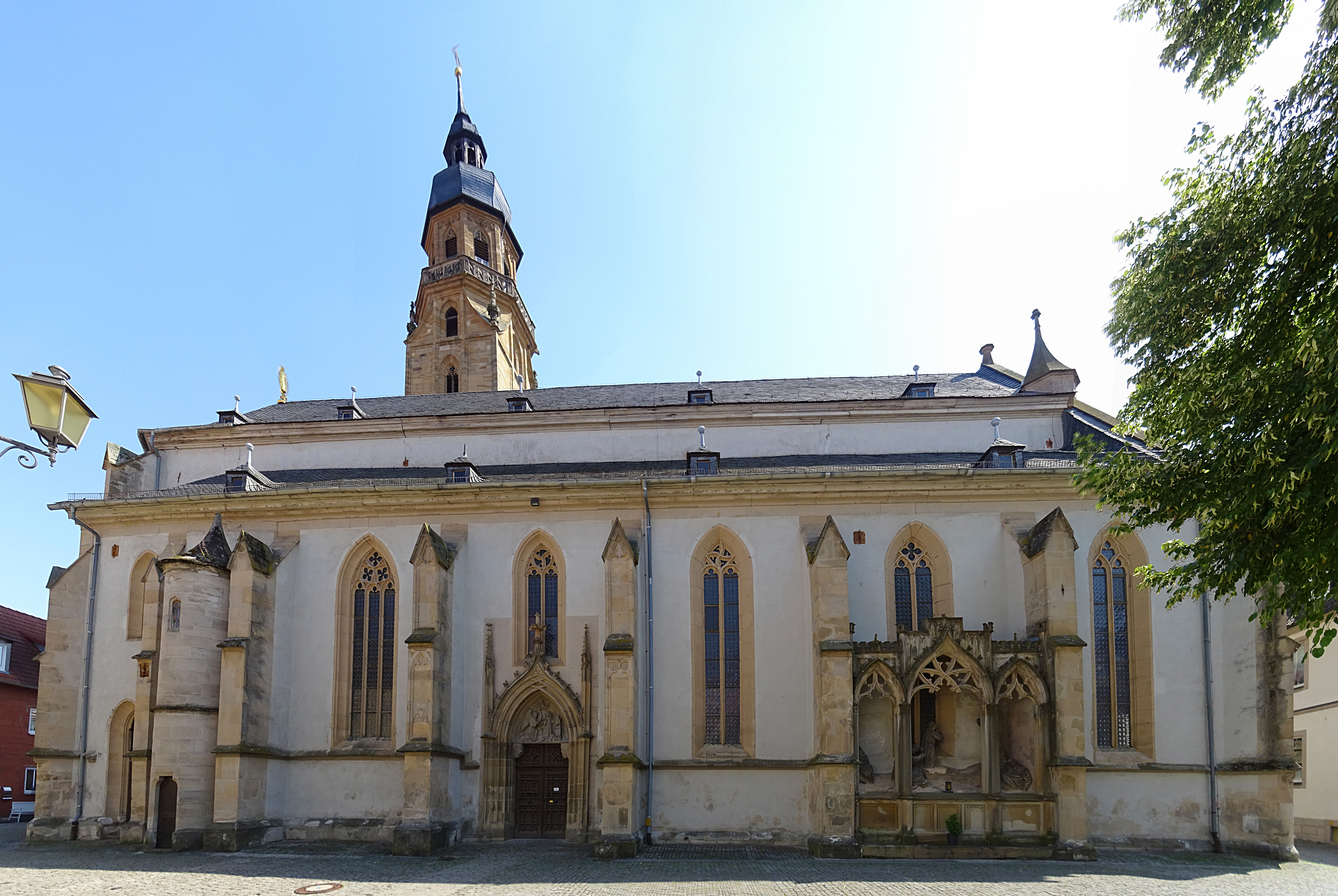
Stadtpfarrkirche Mariä Himmelfahrt

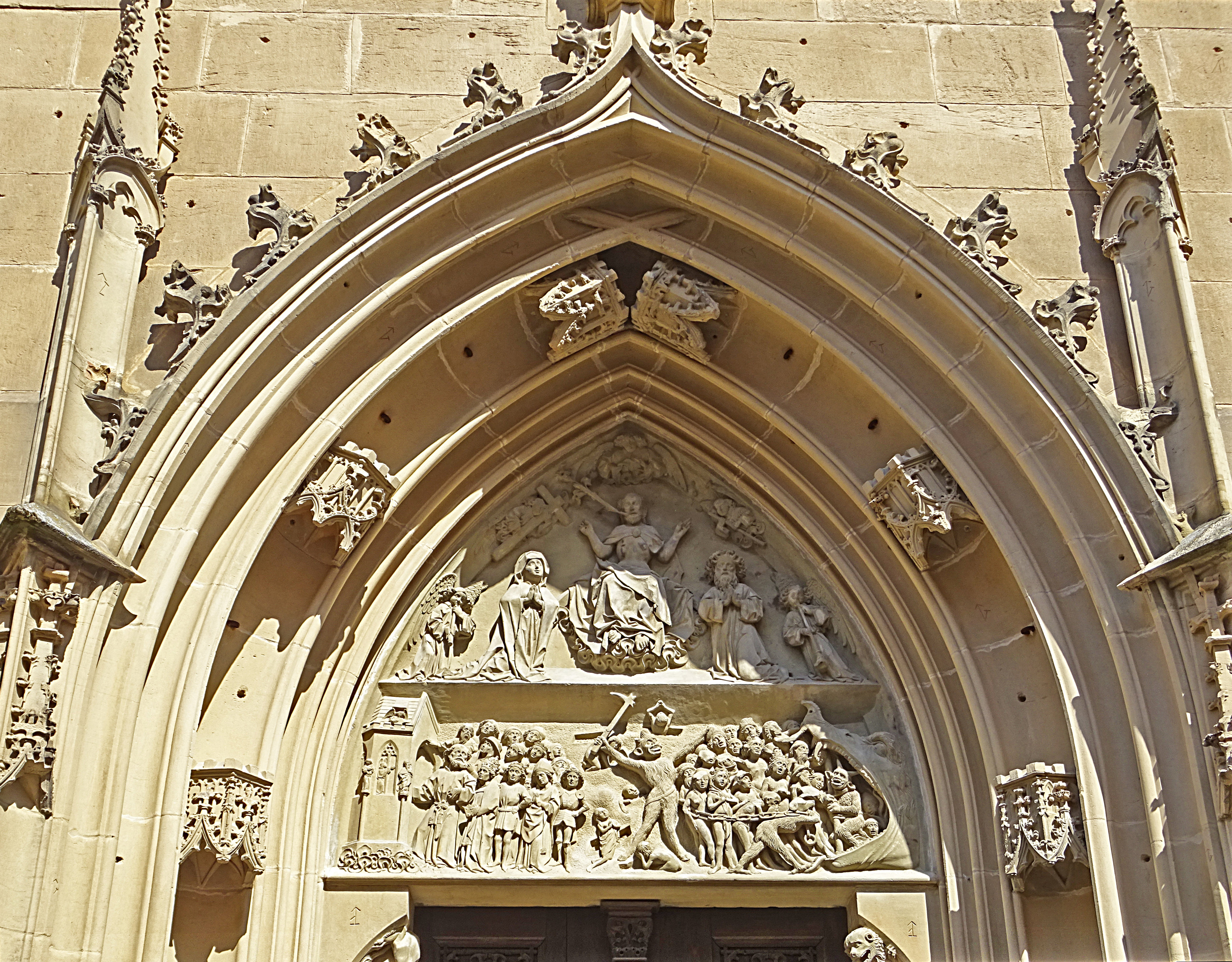
Das Tympanon mit Höllenmaul

Die römisch-katholische Stadtpfarrkirche Mariä Himmelfahrt ist ein Kirchengebäude in der Stadt Bad Königshofen im Grabfeld im unterfränkischen Landkreis Rhön-Grabfeld. Das denkmalgeschützte, spätgotische Bauwerk wurde im 15. Jahrhundert als dreischiffige Hallenkirche errichtet.

## Kirchgemeinde
Die Gemeinde der Pfarreiengemeinschaft Grabfeldbrücke, deren Zentrum sie ist, gehört zum Dekanat Bad Neustadt im Bistum Würzburg.

## Baubeschreibung und Geschichte
Bei dem Bau handelt sich um eine Pseudobasilika, eine in Franken öfter vorkommende Mischform von Basilika und Hallenkirche. Der Turm der Kirche hat eine Höhe von 63 Metern und ist das bereits von weitem sichtbare Wahrzeichen der Stadt. Von der Türmerstube hat man eine gute Aussicht über das Grabfeld, der Rundumblick lässt die Rhön, die Haßberge und die Gleichberge (bereits in Südthüringen) vor dem Auge des Betrachters erscheinen.
Die erste Vorgängerkirche war mit ziemlicher Sicherheit ein schlichtes Gebäude aus Holz, der genaue Standort ist nicht bekannt. Der Hausmeier Karlmann aus Franken übertrug dem Bistum Würzburg Eigenkirchen des Königs, unter diesen war auch die „Peterskirche zu Chuningishaoba“, die etwa um 770 erbaut worden sein dürfte. Der Nachfolgebau muss um 1300 errichtet worden sein, da 1302 der neuen Kirche in Aub das Patrozinium des Petrus übertragen wurde und sie den Zehnt der Rodeländer bekam. Ein Leutpriester mit Namen „Reische“ ist für 1294 im Ort erwähnt.
Die heutige spätgotische Stadtpfarrkirche Mariä Himmelfahrt (Patrozinium 15. August) wurde von 1442 bis 1496 erbaut. Eine Inschrift am Portal belegt dies: „Anno D(omi)ni M CCCC XL II am Ma(n)tag nach Ambrosij ist angehoben diese paw Gott v(nd) Maria zu lobe und zu Ere.“ Der Rohbau war nach einer Inschrift am Giebelfeld 1496 fertiggestellt, die abschließenden Arbeiten dauerten nach einer Bezeichnung im Schlussstein eines Jochs im Mittelschiff bis 1502. Angaben über die Baumeister, Handwerker oder Künstler sind nicht überliefert, die 27 erhaltenen Steinmetzzeichen sind der Straßburger Bauhütte zugeordnet. Auf Wappen in Schlusssteinen sind die finanzierenden Familien Schott von Eichelsdorf, Hartung Truchseß zu Ebersberg, die Marschalk von Ostheim und weitere Adels- und Bürgerfamilien bezeichnet. Bei Renovierungsarbeiten konnten Reste von Wandmalereien aus verschiedenen Epochen freigelegt werden. Die Darstellungen der Maria, Katharina und Dorothea sind an der Wand unter der Empore zu sehen, diese Fragmente stammen von der ersten Ausmalung der Kirche. Von der Bemalung im Jahr 1589 sind Zeichnungen von Quadersteinen, ein Apostel und über dem Nordportal eine Inschrift erhalten. Die Orgel befand sich ursprünglich als sogenannte Schwalbennestorgel in ungefähr neun Metern Höhe in der Nähe der Sakristei. Bei der Renovierung von 1671 bis 1673 wurde sie auf der Empore aufgebaut. In der Mitte des 18. Jahrhunderts malten italienische Künstler weitere Fresken. Fragmente davon sind zu beiden Seiten des Fensters über dem Portal an der Nordseite zu sehen. Bei der Renovierung von 1967 bis 1968 wurde die pseudogotische Ausstattung entfernt, der Raum erhielt seine Weite zurück.
Das Gebäude ist etwa 50 Meter lang und 25 Meter breit. Es wurde aus Sandsteinquadern gemauert. Der Chor, so breit wie das Mittelschiff, ist nach Osten ausgerichtet und nach dem Grundriss basilikal ausgeführt. Der Turm steht an der Südseite und ist 63 Meter hoch. Seine sechs Stockwerke haben eine quadratische Grundfläche, durch  Abschweifung der Ecken geht er in eine achteckige Galerie über. Darüber erhebt sich das oberste, ebenfalls achteckige Glockengeschoss. Die beiden bekrönenden welschen Hauben mit einem abschließenden  Kreuz wurden 1693 aufgesetzt, sie geben dem Turm sein charakteristisches Aussehen. Eine vergoldete Figur der Muttergottes bekrönt den Giebel des Portals an der Nordseite. Die Sakristei steht dem Turm gegenüber an der Nordseite des Chores. Sie ist zweistöckig über einem rechteckigen Grundriss. Darüber ist die Vierzehn-Nothelfer-Kapelle, ein gewölbter Raum, untergebracht. Das Rippengewölbe ist mit einfachen Figurationen in Form eines Netzes verziert und besitzt drei Schlusssteine. Der Oberamtmann nahm früher mit seiner Familie von dort aus an der Messe teil. Der Raum ist durch einen kleinen Treppenturm erschlossen.
Die Außenmauern sind durch Stützpfeiler und zweibahnige Spitzbogenfenster gegliedert. Das südliche Portal ist möglicherweise aus frühgotischer Zeit und wäre somit ein Relikt der zweiten Kirche. Ein auf zwei, mit je drei Engeln verzierten Konsolen getragenes Tympanon bekrönt das Nordportal. Das Tympanon zeigt Mariä Verkündigung; zwischen dem Engel und Maria steht ein Gefäß mit einem Lilienspross, über den Figuren schwebt symbolhaft die Dreifaltigkeit. Im Tympanon über dem Portal an der Westseite wird das Jüngste Gericht gezeigt. Die beiden Konsolen sind mit zwei Löwen in kauernder Stellung verziert. Die Darstellung ist in zwei übereinander liegende Zonen aufgeteilt. Unten werden die Verdammten in den Rachen der Hölle getrieben daneben führt Petrus die Seligen in das Himmelstor, das als gotische Kapelle gestaltet ist. Im oberen Teil sieht man Maria, Jesus und Johannes, von Engeln umgeben. Ein Treppentürmchen erhebt sich neben dem Haupteingang, es führt über eine seltene Doppelwendeltreppe zur Orgelempore. Die beiden Treppenspindeln greifen ineinander, diese architektonische Leistung wird dem Baumeister Nikolaus von Schaffhausen zugesprochen. Eine 1885 gestiftete Ölberggruppe, deren Figuren fast lebensgroß sind, steht an der Wand zwischen dem West- und Nordportal. Bei Renovierungsarbeiten am Anfang der 1990er Jahre wurde im linken Seitenschiff an der Vorderseite eine Grabstätte entdeckt. Sie gehört wohl zu einer Familie der Wohltäter.

### Innenraum

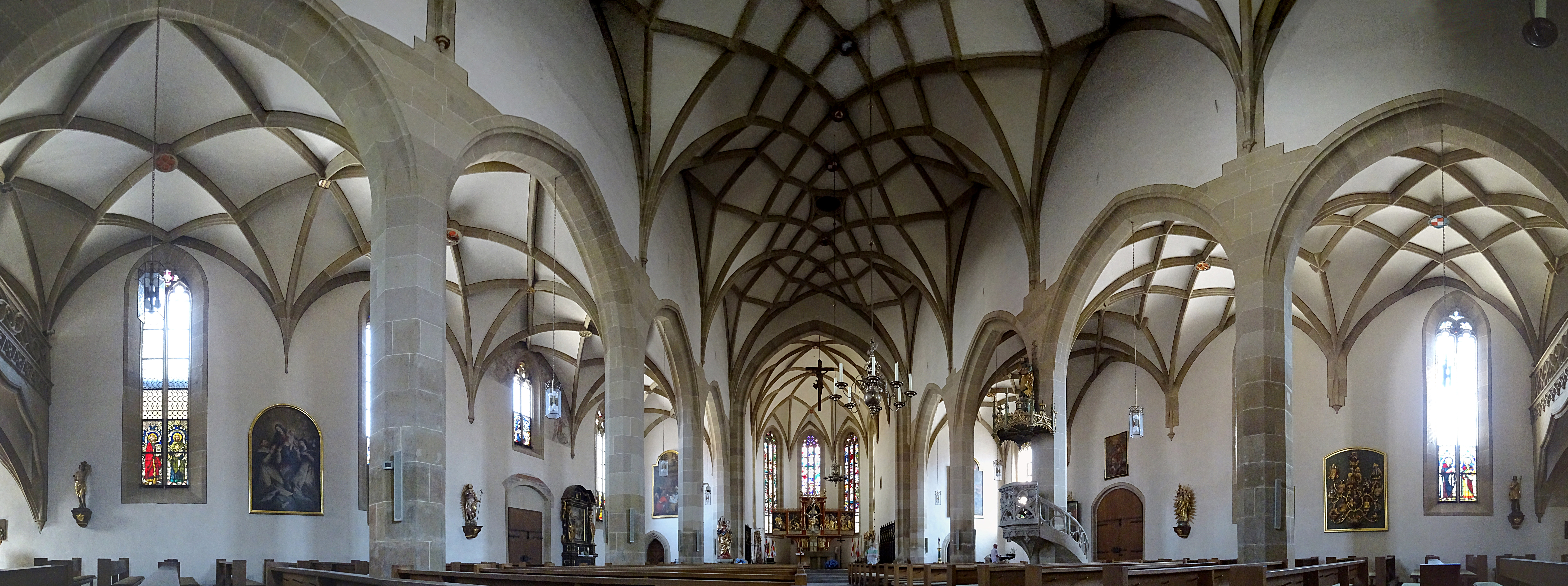
Innenraum-Panorama

Der Chor der spätgotischen Hallenkirche ist eingezogen, das Langhaus ist dreischiffig angelegt. Der Chor zu drei Jochen im 3/8-Schluss ist mit einem gotisierenden Kreuzrippengewölbe von 1865 ausgestattet. Die spitzen Scheidbögen werden von je vier achteckigen Binnenpfeilern und den Wandpfeilern getragen; sie trennen die drei Schiffe voneinander ab. Das engmaschige Kreuzrippengewölbe im Langhaus ist mit Netzfigurationen verziert. Die Gewölbescheitel des Mittelschiffes sind höher als die der Seitenschiffe. Alle Schlusssteine sind in Form von Scheibensteinen gefertigt. Sie tragen Wappen und figürliche Darstellungen sowie Inschriften. Die Empore an der Westseite ist so breit wie alle drei Schiffe, sie wurde um 1513 gebaut. Die Brüstung aus Stein ist im Mittelschiff um zwei Stufen erhöht. Die Füllungen fallen alle unterschiedlich aus. Die Brüstung gilt als „glänzendes Beispiel spätgotischer Dekorationskunst“. Die Fenster im Chor wurden zum Ende des Zweiten Weltkriegs zerstört und 1952 nach Entwürfen von Franz Xaver Wilfried Braunmiller aus München von der Mayer’schen Hofkunstanstalt in München neu angefertigt. Sie zeigen die Muttergottes mit dem Jesuskind, die Verklärung Christi, die Marienkrönung, die Taufe Jesu und verschiedene Darstellungen von Engeln. Die umrahmenden Glasfenster sind nur teilweise, etwa mit der Anbetung der Hirten, Darstellungen von Aposteln und der Auferstehung Christi gestaltet. Die sieben Fenster im Langhaus sind bemalt und wurden von 1920 bis 1922 bei Zettler in München gefertigt.

### Ausstattung

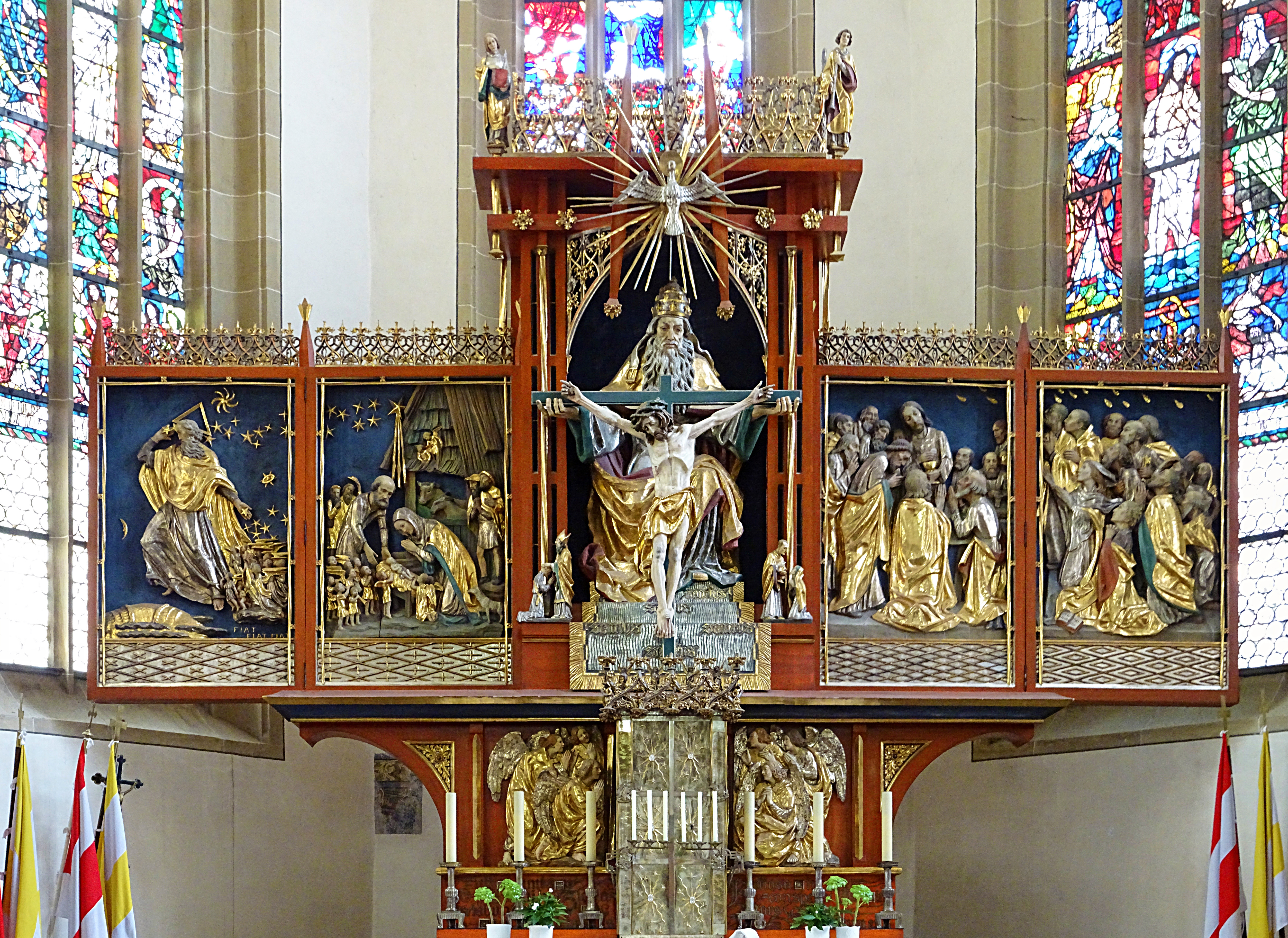
Der Flügelaltar

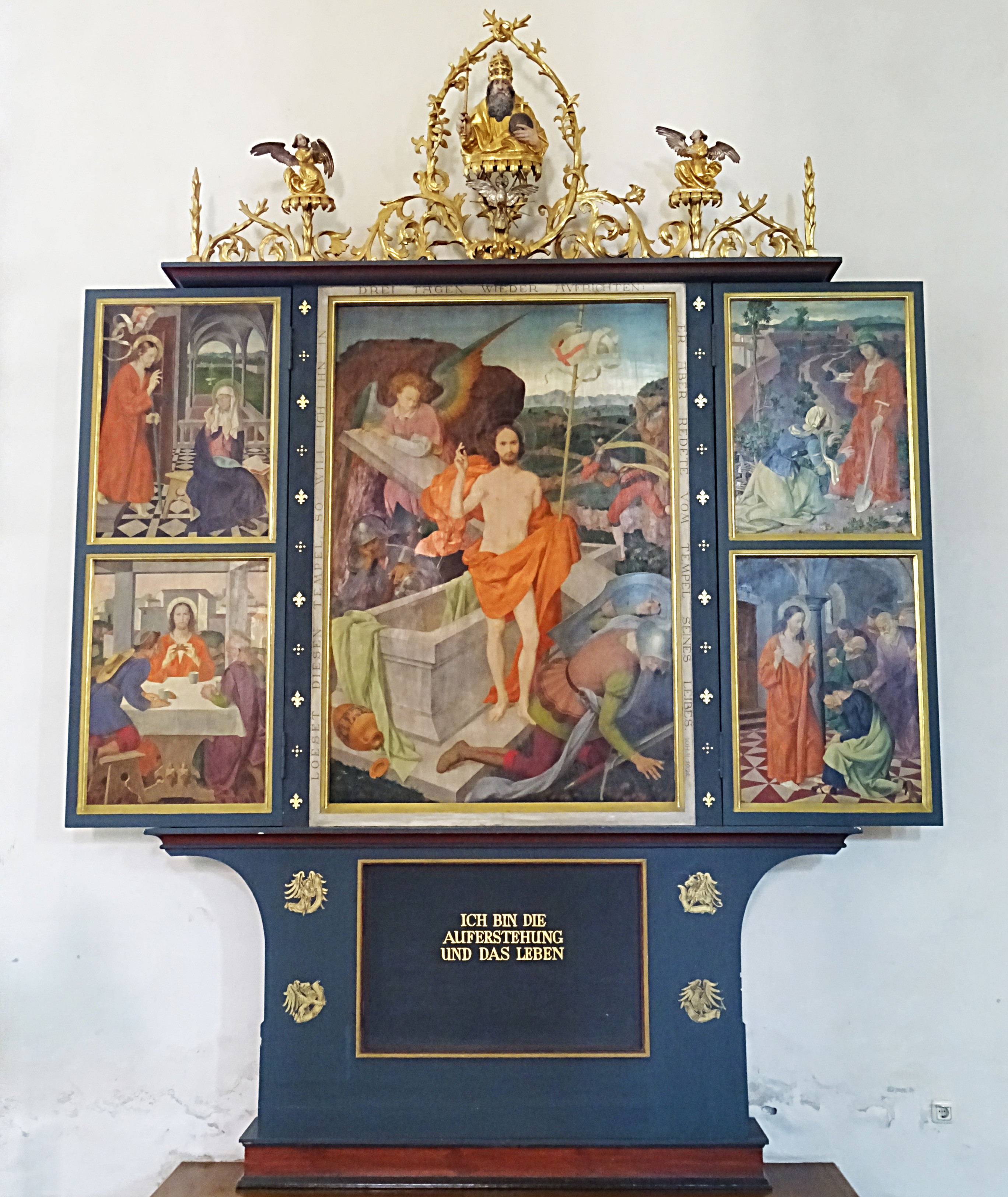
Auferstehungsaltar

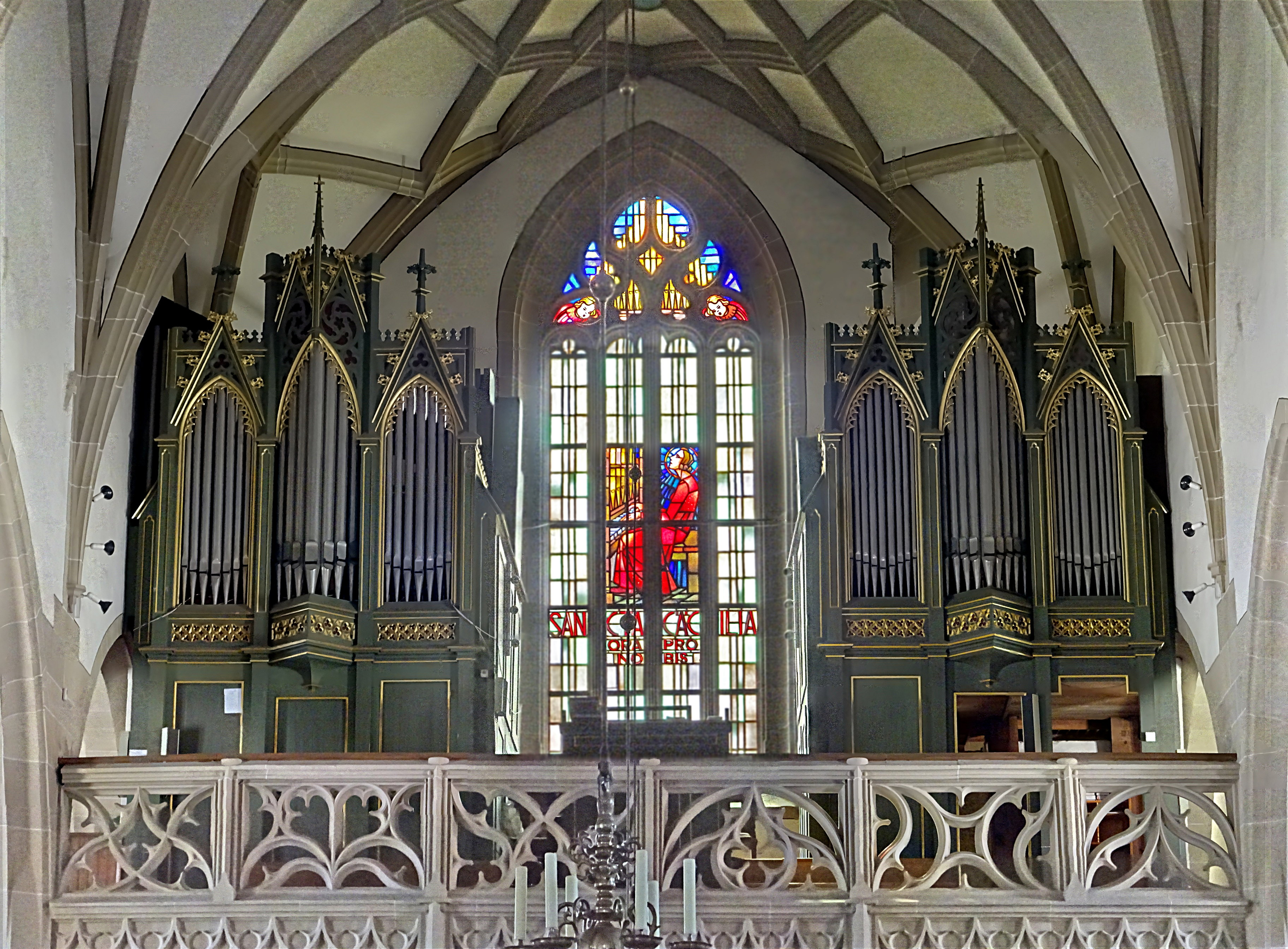
Die Schlimbach-Orgel

- Der Hochaltar wurde von 1935 bis 1939 von den Künstlern Buscher, Weckbecker und Kohnsperger gebaut. Der Tafelaltar mit Flügeln, Mensa und Predella zeigt die Erschaffung der Erde, die Geburt Christi, das Letzte Abendmahl und die Aussendung des Heiligen Geistes.
- Der Vierzehnheiligenaltar steht an der Längsseite. Er beinhaltet ein Altarbild von 1589 mit der Darstellung seines Patroziniums und wird von Bischofsfiguren flankiert.
- Der Flügelaltar von 1930 ist alten Meistern nachempfunden, das Bild mit der Auferstehung Christi ist eine Arbeit von Theo Bayer, die Bilder am Rand stammen von Oskar Martin.
- Die Figuren der Heiligen Familie schuf Johann Josef Keßler im 18. Jahrhundert. Die reich gewandete Muttergottes hält ein Zepter in der linken Hand, das Jesuskind spielt auf ihrem rechten Arm. Josef trägt einen verbrämten Mantel.[12]
- Vom Chorbogen hängt ein Kruzifix aus der Zeit um 1460 herab.
- Von den früher in der Kirche stehenden barocken Seitenaltären sind die Tafelbilder erhalten. Sie wurden 1667 von dem flämischen Künstler Oswald Onghers gemalt und zeigen Darstellungen der Geburt und der Auferstehung Christi.[12]
- Ein weiteres Gemälde aus dem 18. Jahrhundert mit der Taufe Christi hängt über dem rechten Eingang.
- Zwei Tartschenschilde mit Löchern hängen an der Chorwand, sie zeigen die Wappen der Truchses von Ebersberg und Schott aus der Zeit um 1486 und Inschriften aus der Zeit der Renaissance.  Ein Schild erinnert an das Fest der Priester der Bruderschaft Corporis Christi, der andere an die Stiftung der Vierzehn-Heiligen-Kapelle.
- Das polychrome Wandbild mit Halbreliefs ist eine Arbeit des Bildhauers Schleglmüning aus Würzburg aus der Zeit um 1926. Es stellt die Vierzehn Nothelfer dar.
- Das Votivbild der Rosenkranzbruderschaft ist in Öl gemalt, es zeigt Maria mit Domenicus, sowie die Katharina von Siena mit den Attributen Lilie und Dornenkrone.
- Das neugotische Chorgestühl wurde im 20. Jahrhundert gebaut, es soll an die Seelsorge der Konventualen des Zisterzienser-Klosters Bildhausen erinnern.
- Die überlebensgroße spätgotische Figur der Maria stammt aus der Zeit um 1480, sie ist der Nürnberger Schule zugeordnet und gilt als Beschützerin der Kirche.[13]
- An den Chorwänden geschnitzte Zunftstangen sie werden bei Prozessionen mitgeführt.
- Der ehemalige Hochaltar im Stile des Rokoko war eine Arbeit des Bildhauers Johann Josef Keßler aus Bad Königshofen. Er wurde in den 1860er Jahren ebenso wie der Orgelprospekt zersägt. Die Einzelteile wurden verkauft, um einer neugotischen Einrichtung Platz zu machen.[4]
- Die Kanzel aus Stein hängt an einem Pfeiler auf der rechten Seite. Sie passt sich durch ihre Verzierungen und den Aufgang an die Netzgewölbe an und fügt sich harmonisch ein. Die Felder der Füllung sind verschieden gehalten und überschneiden sich. Der Schalldeckel im Stile der Gotik ist von einer Figur des Petrus bekrönt.
- Der Taufstein ist eine Renaissancearbeit aus der Zeit um 1600. Der Schaft ist gedreht, das Becken in Form einer Muschel achteckig. Die Seiten sind mit Wappen geschmückt.[11]
- In der Vorhalle stehen moderne Figuren von 1902 in der Art der Gotik. Die Steinfiguren stellen die Stammeltern dar.
- Die Zunftleuchter aus dem 17. und 18. Jahrhundert sind ein Zeugnis des Selbstbewusstseins der Bevölkerung einer vermögenden Stadt.
- Der Goldschmied J. Amberg aus Würzburg goss die 14 bronzenen Stationen des Kreuzwegs.
- Der Kirchenschatz wird nur gelegentlich ausgestellt. Er umfasst eine Kreuzigungsgruppe aus Elfenbein, die in der ersten Hälfte des 18. Jahrhunderts von Wien kam. Das Aquamanile  vom Anfang des 14. Jahrhunderts ist im Stile der Gotik gehalten und hat die Form eines Einhorns. Die Monstranz stammt aus der Zeit zwischen 1735 und 1737. Etliche Messkelche sind vom 18. und 19. Jahrhundert, bemerkenswert ist ein Johannisweinkelch vom ausgehenden 17. Jahrhundert. Ein Weihrauchfass mit Schiffchen stammt von 1620.[9]
- Bei der Renovierung von 1992 bis 1993 wurden die Kirchenbänke wieder auseinander gerückt, um den Blick auf den Altar freizugeben.[9]
- Im Glockengeschoss des Turmes hängen sechs Glocken, sie haben ein Gesamtgewicht von 4.441 kg, die größte hat einen Durchmesser von 1,43 Metern.[14]
- Eine Orgel wurde 1626 erwähnt, das heutige Instrument baute der Orgelbauer Balthasar Schlimbach aus Würzburg 1872. 1993 wurde die Orgel umfangreich renoviert.[7]